# Четыре причины
Четыре причины — понятие в философии Аристотеля и его последователей, структурирующее концепцию причинности.
Понятие wikt:αἴτιον у Аристотеля связано с ответственностью. В V веке до н. э. термин использовался в медицинских, юридических и исторических текстах, что, как считается, повлияло на разработку его значения у Платона и Аристотеля. Ко времени формирования учения о четырёх причинах Аристотель использует термины в строго техническом, систематизированном смысле. Традиционный перевод слова «αἴτιον» как «причина» не вполне точно передаёт исходную семантику из-за отсутствующих изначально ассоциаций с современной концепциями (причинно-следственная связь и др.), что порождает искусственные трудности, например, идею «обратной причинности». Предлагавшийся перевод «объяснение» также критикуют, поскольку он часто связывается с языковыми конструкциями, тогда как Аристотель применял αἴτιον к фактам, «положениям дел» или объектам. Четыре причины функционируют как схема объяснения, объединяющая факты и объекты. Выражение «четыре причины» у Аристотеля точнее передаётся как «четыре способа, на которые распадается причина» (др.-греч. αἰτία εἰς τέτταρας πίπτει τρόπους); аналогично . Аристотель относил к причинам также случайность и самопроизвольность, разум, природу вещей и необходимость, но все они подпадают под одну из четырёх основных категорий.
Сам философ не использовал термины вроде «целевая причина», предпочитая выражения: «материя» (ἡ ὕλη), «форма» (τὸ εἶδος), «источник движения» (ἡ ἀρχὴ τῆς κινήσεως) или «то, ради чего» (τὸ οὗ ἕνεκα). В «Физике» он указывает, что три причины могут совпадать: сущность (форма), цель и источник движения, как в случае, когда человек порождает человека. Прилагательные к терминам причин (например, «действующая причина») появились позднее. Цицерон в трактате «О пределах добра и зла» использовал латинское выражение efficiens causa, но обозначал цель словом finis. Греческий термин «целевая причина» (τὸ τελικὸν αἴτιον) зафиксирован у Александра Афродисийского, Иоанна Филопона и Симпликия, став стандартным в античной традиции. Доксограф конца I века н. э. Аэтий в сочинении «Мнения философов» («Περὶ τῶν ἀρεσκόντων φιλοσόφοις φυσικῶν δογμάτω», I, 11.4) суммировал учение о четырёх причинах через предлоги: «из чего» (материя), «от чего» (движущее), «сообразно чему» (форма) и «ради чего» (цель).
В аристотелевской традиции, продолжавшейся в схоластике до эпохи Возрождения, четыре причины обозначаются следующим образом:
- Формальная причина (лат. causa formalis);
- Материальная причина (лат. causa materialis);
- Производящая причина (лат. causa efficiens);
- Целевая причина (лат. causa finalis).

В Новое время формальные и целевые причины были отвергнуты наукой как ненаблюдаемые, а материальные — переосмыслены (материя как субъект изменения, а не субстрат). Сохранилась лишь действующая причина, что отражено в критике Марио Бунге: «из четырёх аристотелевских причин только действующая причина считалась достойной научного исследования».